# Woromari
Woromari est un canton et une localité du Cameroun situés au sud du lac Tchad dans la commune de Fotokol, le département du Logone-et-Chari et la Région de l'Extrême-Nord. 

## Population
Lors du recensement de 2005, on a dénombré 1 653 personnes dans le canton de Woromari et 527 dans le village Woromari.